# 布朗克斯白石大橋
布朗克斯白石大橋（英語：Bronx Whitestone Bridge），也稱為白石大橋（英語：英語：），為美國678號州際公路的一部分，其1,149（3,770英尺）長的橋面橫跨東河連接美國紐約州紐約市的皇后區與布朗克斯，於1939年4月29日通車，當時為4線道。

## 歷史
最早出現建築一座橋來連結布朗克斯與皇后區的白石的提議是在1905年左右，不過當地居民拒絕了提案，因為害怕會失去當地農村的特色。
然而在1929年時，區域計畫協會（RPA）提議建築另一座橋來連接布朗克斯與皇后區的北部，讓駕駛人可以遠離紐約與新英格蘭地區，來抵達皇后區與長島，不用經過交通繁忙的皇后區的西部。在1930年2月5日，羅伯特·摩斯提議建造一座渡口公園－白石大橋（Ferry Point Park-Whitestone Bridge）作為高速公路系統的一部份，來連接布魯克林與皇后區。
隨著時間流逝，摩斯認為建立一座橋來連接1939年紐約世界博覽會會場與拉瓜迪亞機場是必要的。除此之外，白石大橋也可以減輕三區大橋的交通阻塞。
紐約州議會在1937年4月批准了摩斯的計畫。而摩斯也引起了一個爭論，因為他很快的決定拆除17間位於皇后區的房子。摩斯認為要在預定的時間將橋樑造完成，拆除是必要的。而區域計畫協會則認為白石大橋應該連接鐵路，至少在未來可以容納鐵路運輸，不過後來並沒有加入摩斯的設計中。
1939年4月29日，布朗克斯白石大橋正式通車，擁有行人道與4線道的機動車道，在1940年容納了17,000車次，通行費為25分。701公尺（2300英呎）的跨距在當時是世界第4長的距離。

## 外部連結
- Metropolitan Transportation Authority site
- NYCRoads.com Bronx-Whitestone Bridge （页面存档备份，存于）